# The Borrowed Wife
The Borrowed Wife es una serie de televisión filipina transmitida por GMA Network desde el 20 de enero hasta el 23 de mayo de 2014. Está protagonizada por Camille Prats, Rafael Rosell, TJ Trinidad y Pauleen Luna.

## Elenco

### Elenco principal
- Camille Prats como Sophia Gonzales-Villaraza / Maria Charlotta Maricar Perez-Santos
- Charee Pineda como Maria Charlotta Maricar Perez-Santos / Sandra Navarro / Sylvia Ignacio
- Rafael Rosell como Ricardo "Rico" Santos
- TJ Trinidad como Edgardo "Earl" Villaraza
- Pauleen Luna como Teresa Victoria Tessa Pelaez-Santos

### Elenco secundario
- Yayo Aguila como Imelda "Elda" Beltran
- Sherilyn Reyes como Mimi Perez-Garcia
- Kevin Santos como Jorrel Geraldes
- Lou Sison como Jenny
- Diego Castro como Carlo
- Rhed Bustamante como Joanna Santos
- Zarah Mae Deligero como Denden Garcia
- Jojit Lorenzo como Biboy Manalo
- Caridad Sanchez como Celing

### Elenco extendido
- Frances Ignacio como Olive Reyes
- Philip Lazaro como Mickey Trinidad
- Yassi Pressman como Wendy
- Gian Magdangal como Gerard Alcalde
- Mel Martinez como Pat